# Ein Landei aus dem Dorf vor dem letzten Dungeon sucht das Abenteuer in der Stadt
Ein Landei aus dem Dorf vor dem letzten Dungeon sucht das Abenteuer in der Stadt (jap. たとえばラストダンジョン前の村の少年が, Tatoeba Last Dungeon Mae no Mura no Shōnen ga Joban no Machi de Kurasu Yō na Monogatari) ist eine japanische Light-Novel-Reihe, die zwischen 2017 und 2022 erschien. Sie wurde zweimal als Manga adaptiert, von denen einer auch auf Deutsch erscheint. Für 2021 ist eine Adaption als Animeserie angekündigt. Die Serie ist in die Genres Comedy, Abenteuer und Fantasy einzuordnen.

## Inhalt
Als er im Dorf Konlon aufgewachsen ist, war der fröhliche Jugendliche Lloyd Belladonna stets der Schwächste von allen – schwächer sogar als die Ältesten im Ort und nicht in der Lage, Aufgaben wie alle anderen zu erledigen. So zieht er aus, um in der Armee des Königreichs Azami stärker zu werden. Der von gefährlichen Monstern wimmelnde Weg dahin bereitet ihm überraschend nur wenig Schwierigkeiten und in der Hauptstadt angekommen, trifft er die Hexe der East Side, Maria. Sie ging früher in die Lehre bei Alka, der Dorfvorsteherin von Kunlun. Alka sandte Lloyd zu Maria, um ihm zu helfen. Doch im Gegensatz zu Alka fallen Maria viele Zauber noch schwer. Als der hilfsbereite Lloyd Maria das Haus putzt, benutzt er unbewusst alte Zaubersprüche, die Maria kaum anzuwenden in der Lage ist. Auch sonst stellt sich bald heraus, dass Lloyd stärker ist als alle anderen in der Stadt, die Ausgangspunkt für viele Abenteurer ist. Seine Heimat war der Ort nahe dem letzten, gefährlichsten Dungeon, an den sich die mächtigsten alten Helden zurückgezogen hatten, nachdem sie die Welt vor dem Bösen gerettet hatten und ihnen der Trubel um sie zu viel wurde. Nur Lloyd selbst will noch lange nicht glauben, welche Macht er wirklich hat.

## Veröffentlichungen
Die Light Novel erschien zwischen Januar 2017 und Juli 2022 bei SB Creative. Sie wurde geschrieben von Toshio Satō und illustriert von Nao Watanuki. Von Altraverse wird seit November 2020 eine deutsche Fassung in bisher 14 Bänden herausgegeben (Stand Mai 2024). Eine englische Übersetzung erscheint bei Yen On.
Eine erste Adaption als Manga, zeichnerisch umgesetzt von Hajime Fusemchi, erscheint zwischen September 2017 und August 2023 im Gangan Online. Dessen Verlag Square Enix brachte die Serie auch in insgesamt zwölf Sammelbänden heraus. Der erste dieser Bände verkaufte sich über 14.000 Mal in der ersten Woche, der dritte bereits über 68.000 Mal in den ersten beiden Wochen. Eine deutsche Übersetzung erschien von November 2020 bis Mai 2024 komplett bei Altraverse. Eine englische Fassung erscheint bei Square Enix.
Zwischen Februar 2020 und Februar 2022 erscheint eine zweite Mangaserie, nun im Magazin Gekkan Shōnen Gangan, ebenfalls bei Square Enix. Zeichnerisch umgesetzt wird diese Serie mit dem Titel Tatoeba Last Dungeon Mae no Mura no Shōnen ga Joban no Machi no Shokudō de Hataraku Nichijō Monogatari von Souchuu. Sie umfasst vier Sammelbände.

## Anime-Adaption
Von Januar bis März 2021 lief eine Adaption als Anime-Fernsehserie im japanischen Fernsehen. Sie wurde bei Studio Liden Films produziert.